# Quantum Funds
Der Quantum Fund war ein von George Soros 1969 gegründeter Hedgefonds.
Dieser wurde 1992 durch die Spekulation auf Grundlage der Global-Macro-Strategie gegen das überbewertete Britische Pfund bekannt. Durch einen taktischen Verkauf von 10 Mrd. Pfund, hauptsächlich gegen die Deutsche Mark und den Französischen Franc, war die Britische Notenbank Bank of England nicht mehr in der Lage, durch Devisenmarktinterventionen die festen Wechselkurse des Britischen Pfunds gegenüber den Währungen der anderen EWS-Mitglieder aufrechtzuerhalten. Am 16. September 1992, dem „Schwarzen Mittwoch“ sah sich die Bank of England gezwungen, eine Abwertung des Britischen Pfunds vorzunehmen. Nach der Abwertung konnte der Quantum Funds die geliehenen Britischen Pfund zu einem niedrigeren Kurs zurückkaufen. Durch die erfolgreiche Wette gegen das Britische Pfund verzeichnete der Quantum Funds innerhalb einer Woche einen Gewinn von 1 Mrd. US-Dollar. Dieser Handel machte den Quantum Funds weltweit bekannt, da Großbritannien als Konsequenz die festen Wechselkurse aufgab und aus dem Europäischen Währungssystem austrat.